# Laphria nigella
Laphria nigella är en tvåvingeart som först beskrevs av Stanley Willard Bromley 1934.  Laphria nigella ingår i släktet Laphria och familjen rovflugor. Inga underarter finns listade i Catalogue of Life.